# Sant'Eufemia-Buffalora (metropolitana di Brescia)
Sant'Eufemia-Buffalora è una stazione della metropolitana di Brescia, collocata in via Agostino Chiappa, capolinea sud della linea.

## Storia
Nel progetto definitivo steso dall'ASM nel 1998 si prevedeva che la stazione capolinea fosse posizionata all'ingresso del quartiere di Sant'Eufemia della Fonte nei pressi del Monastero, ma l'amministrazione comunale chiese che si studiasse la possibilità di spostare il capolinea nella campagna a sud della ferrovia Milano-Venezia in modo da far servire alla metropolitana il quartiere di Sanpolino, ai tempi in costruzione. Nel corso della stesura del progetto esecutivo si inserì questa modifica, spostando il capolinea al centro della zona industriale di Sant'Eufemia, e fu mantenuta l'indicazione originaria, nonostante dal punto di vista amministrativo la stazione si trovasse all'interno del quartiere di Buffalora.
In prossimità dell'apertura della linea metropolitana, alla fine del 2012, la comunità di Buffalora fece pressioni verso l'amministrazione Paroli e se ne discusse anche in consiglio comunale. In seguito a queste richieste, la stazione fu rinominata in "Sant'Eufemia-Buffalora". Al momento dell'apertura al pubblico della metropolitana, avvenuta il 2 marzo 2013, questa denominazione fu ristretta solo alla cartellonistica, per necessità di contenimento delle spese.
Il 10 marzo 2016 fu aperto il parcheggio scambiatore di via Agostino Chiappa, gestito da Brescia Mobilità, reimpiegando spazi e fabbricati utilizzati da un precedente concessionario.

## Strutture e impianti
Sant'Eufemia-Buffalora è una delle due stazioni che si trovano sul tratto della metropolitana percorso in viadotto, a un'altezza dal piano campagna di circa 7 m.
L'accesso è garantito da una scala mobile in salita, posta al centro della struttura, da due rampe di scale ubicate ai lati e, sul lato ovest, anche da un ascensore. La banchina è unica e centrale rispetto alle due linee di corsa ed è sormontata da una pensilina per tutta la sua lunghezza. Come per tutte le altre stazioni della metropolitana, sono presenti le porte di banchina che si aprono, garantendo l'accesso all'utenza, solo a treno fermo in stazione. 
In direzione del deposito del materiale rotabile sono presenti due deviatoi che consentono ai treni provenienti dalla stazione di Prealpino di poter immettersi sul binario opposto e riprendere servizio verso l'altro capolinea.

## Interscambi
In quanto capolinea della linea metropolitana, il flusso dei passeggeri fu programmato in previsione dell'accentramento su di essa dei passaggi delle linee urbane e interurbane che dal capoluogo si dirigono verso Rezzato, il lago di Garda, la Val Sabbia e Montichiari con il suo aeroporto. Il 3 aprile 2013, dopo un mese dall'apertura al servizio pubblico della metropolitana, l'autolinea 3 Mandolossa-Sant'Eufemia-Rezzato fu deviata verso Sant'Eufemia-Buffalora, mentre l'APAM, con le sue autolinee per Carpenedolo e Mantova, iniziò a servire la stazione dal 3 febbraio 2016.
Il 4 aprile 2018 fu attivato un collegamento con l'aeroporto militare di Ghedi, sempre gestito dall'APAM.
- Fermata autobus urbani (Brescia Trasporti)
- Fermata autobus interurbani (APAM)

## Servizi
La stazione dispone di:
- Biglietteria automatica